# Herrenhaus Almnäs

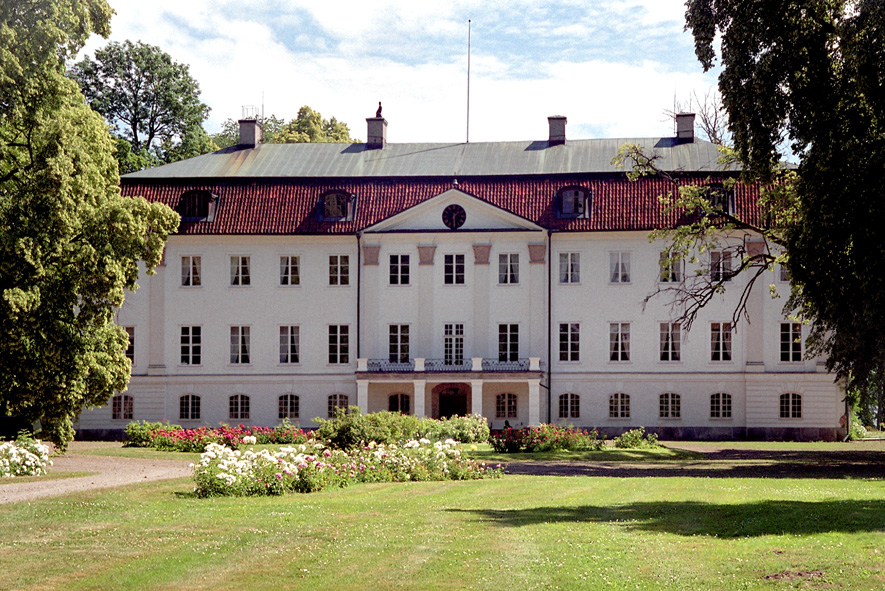
Herrenhaus Almnäs

Das Herrenhaus Almnäs liegt in der schwedischen Gemeinde Hjo etwa acht Kilometer südlich der Stadt Hjo am Westufer des Vättersees.
Das Gut Almnäs ist seit dem Mittelalter bekannt. In den 1750er Jahren wurde das heutige dreigeschossige Hauptgebäude mit vier Flügelgebäuden von einem unbekannten Architekten gebaut. Das Herrenhaus ist von einem englischen Park umgeben.
Beim Herrenhaus befindet sich eine Reihe von Wirtschaftsgebäuden aus dem 19. Jahrhundert: Ein Salpetermagazin, ein weiteres Magazin mit Säulenportikus, eine Schnapsbrennerei, ein Bürogebäude des Architekten Helgo Zettervall, Brauhaus, Meierei, Ställe u. a. Zum Gut gehören auch ein Hochofen, eine Mühle, ein Sägewerk und eine Ziegelbrennerei.